# 경주 장항리 서 오층석탑
경주 장항리 서 오층석탑(慶州 獐項里 西 五層石塔)은 대한민국 경상북도 경주시 문무대왕면 장항리 1083, 경주 장항리 사지에 있는 석탑이다. 1987년 3월 9일 대한민국의 국보 제236호로 지정되었다.

## 개요
장항리사지는 토함산 동쪽의 한 능선이 끝나는 기슭에 마련된 절터로서, 절의 이름을 정확히 알 수 없어 마을의 이름인 ‘장항리’를 따서 장항리사지라 부르고 있다. 이 곳에는 현재 금당터를 중심으로 동탑과 서탑이 나란히 서 있는데, 1923년 도굴범에 의해 붕괴된 것을 1932년에 복원이 가능한 서탑만을 새로이 복원해 놓았다. 동탑은 1층 탑신(塔身)과 5층까지의 지붕돌만 남아있으나, 서탑은 약간 소실된 것을 빼고는 비교적 온전하게 보존되어 있다.
서탑은 2단의 기단(基壇) 위에 5층의 탑신(塔身)을 갖추고 있는 모습이다. 기단부는 비교적 넓게 만들어져 안정감이 있으며, 네 모서리와 각 면의 가운데에 기둥을 본떠 조각했다. 탑신부는 몸돌과 지붕돌이 각각 하나의 돌로 이루어져 있으며, 1층 몸돌의 각 면마다 문을 지키고 서 있는 한 쌍의 인왕상(仁王像)을 조각해 놓았다. 지붕돌은 밑면에 5단씩의 받침을 두고 있고, 경사면은 평평하고 얇으며 네 귀퉁이는 뚜렷하게 치켜올려져 경쾌함을 더하고 있다. 5층 지붕돌 꼭대기에는 머리장식을 받치던 네모난 받침돌만이 남아 있다.
탑의 1층 몸돌 각 면에 한 쌍의 인왕상을 정교하게 조각해 놓은 것이 특이한데, 이러한 현상은 8세기 전반기에 처음 나타나는 것으로 이 탑의 독특한 특징이 되고 있다. 전체 비례가 아름답고 조각수법도 우수한 8세기의 걸작품으로 평가되고 있는 이 탑은 통일신라시대의 석탑 연구에도 귀중한 자료가 된다. 

## 같이 보기
- 경주 장항리 사지

## 참고 자료
- 경주 장항리 서 오층석탑 - 국가유산청 국가유산포털